# Načezové

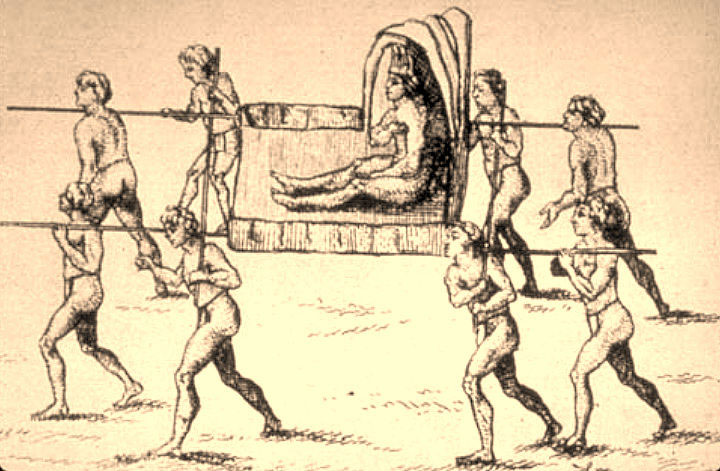
Velké slunce, vládce Načezů na nosítkách doprovázený bojovníky na rytině z 18. století

Načezové (Natchez, vlastním jménem Theloel) jsou severoamerický indiánský kmen, hovořící jazykem, patřícím k maskogijské jazykové rodině. Žil tradičně především na jihovýchodě Spojených států, na území dnešních států Mississippi a Louisiana.

## Společenský systém
Načezové jsou pokládáni za dědice Mississippské kultury. Vládl jim absolutní teokratický panovník, který měl titul Velké slunce. Sídlil v domě postaveném na vrcholu hliněné pyramidy a při přesunech používal nosítka, která nosilo osm bojovníků. Byl zároveň panovníkem a veleknězem slunečního kultu. Společnost Načezů byla matrilineární a dělila se na čtyři kasty – Slunce (rodina panovníka), Urozené, Honoraci a prosté rolníky, nazývané Smraďoši. Kasty nebyly uzavřené a mohly se mezi sebou mísit. Příslušnost ke společenské vrstvě se dědila po matce, pokud byla matka z vyšší kasty než otec, děti si udržely své postavení, pokud byla matka ze stejné nebo nižší kasty, status dětí byl vždy o kastu nižní než u jejich otce. Lidé mohli být povýšeni za zásluhy v boji, ale také za to, když při pohřbu zemřelého Velkého slunce obětovali některé ze svých dětí, aby mohlo sloužit panovníkovi v záhrobí. Kromě Póníů a Kwakiutlů byli Načezové jediným indiánským kmenem severně od Mezoameriky, který přinášel lidské oběti. Oběti se zabíjely uškrcením. Načezové také krutě mučili válečné zajatce, které pro tento účel přivazovali k vyvýšenému rámu a umučili ohněm. Praktikovali rovněž skalpování.

## Způsob života

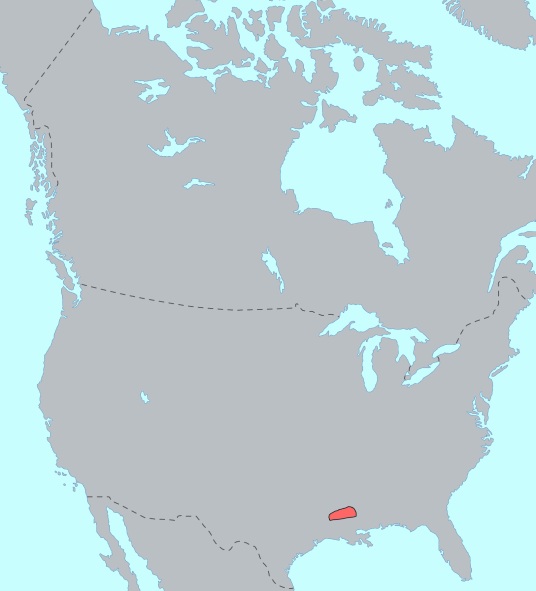
Poloha rozšíření kmene

Načezové žili v osadách chráněných palisádami, domy měly kruhový nebo eliptický půdorys, byly postavené z rákosu a proutí omazaného hlínou a zastřešeny kupolovitou rákosovou střechou. Součástí osady bývala hliněná chrámová pyramida nebo mohyla, na jejímž vrcholu stál dům Velkého slunce a chrám. Pyramida nebo mohyla mohla být i dvojitá. Načezové byli rolníci, pěstovali hlavně kukuřici, dýně, fazole a tabák, menší význam měl lov, rybolov a sběr planých plodů, např. ovoce muďoulu. Načezové se zdobili tetováním a deformací lebek, nosili jednoduchý oděv, muži obvykle jen bederní zástěrku, ženy i pokrývku nebo tuniku, a chodili bosí. Z řemesel mělo největší význam hrnčířství, z keramiky zhotovovali kuchyňské i rituální nádoby, ale také dýmky a sošky.

## Kontakty s Evropany a vyhubení

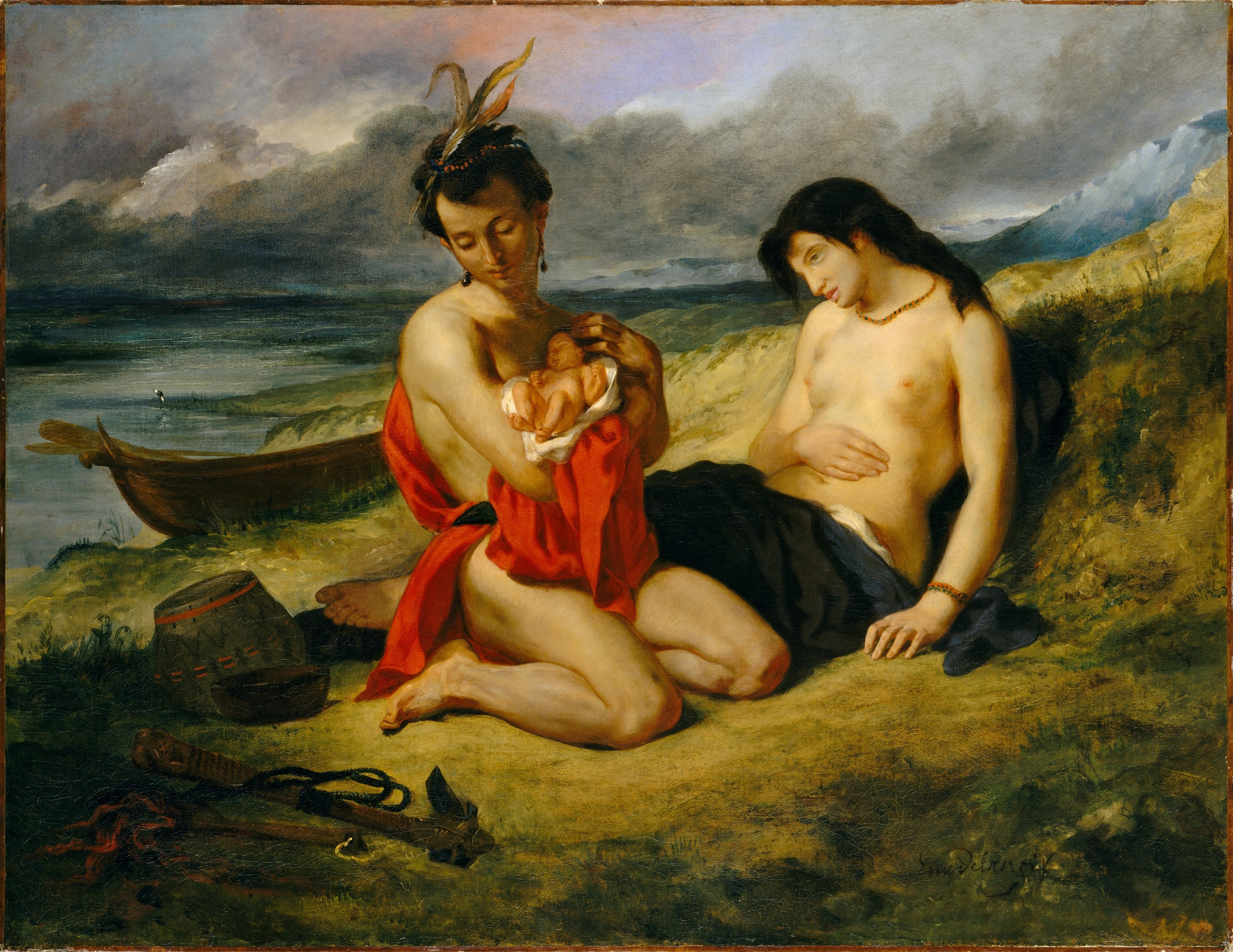
Načezové na obraze Eugèna Delacroixe z roku 1835

Načezové byli objeveni francouzským cestovatelem Robertem Cavelierem de La Salle roku 1682. Tehdy jich bylo asi 14 000 a žili v sedmi osadách. Od roku 1698 byli vystaveni francouzské kolonizaci. Poté, co Francouzi začali zabírat půdu patřící Načezům a zakládat na ní plantáže, došlo v letech 1712–1730 ke čtyřem válkám, které skončily rozprášením kmene. Spojenci Francouzů byli v těchto bojích tradiční nepřátelé Načezů z kmenů Čoktó a Tunica. Část Načezů Francouzi zajali a odvezli do otroctví na Haiti, malá část přijala křesťanství a postupně se smísila s Francouzi a Afroameričany. Jejich potomci dosud žijí v Louisianě a Mississippi. Ostatní Načezové po roce 1730 své území opustili a odešli dál na sever, kde se spojili s Kríky, Čerokíji a především s Čikasavy. Společně s nimi byli roku 1838 vystěhováni do Indiánského teritoria na území (dnešní Oklahomy, kde téměř splynuli s početnějšími kmeny. Dnes přežívá ve státech Mississippi a Oklahoma necelých 5000 Načezů, vesměs míšenců, kteří už hovoří pouze anglicky. Jazyk Načezů vymřel kolem roku 1950, pravděpodobně poslední rodilá mluvčí Nancy Havran zemřela roku 1957.

## V kultuře
Pokřtěná indiánka z kmene Načezů je hlavní hrdinkou povídky Atala od francouzského preromantického spisovatele Chateaubrianda, která byla vydána roku 1801.